# The Book of Zombie
The Book of Zombie é um filme independente estadunidense do gênero de terror lançado em 2010 e dirigido por Scott Kragelund, Paul Cranefield e Erik Van Sant.

## Sinopse
Em uma pequena e sonolenta cidade do estado americano de Utah, uma misteriosa epidemia afeta a maioria de seus habitantes, de religião mórmon, que se transformam em zumbis canibais. O restante dos moradores que seguem outras religiões - chamados pelos zumbis de "não-crentes" - se juntam para que possam sobreviver e descobrir como se matam os zumbis mórmons.

## Elenco
- Brian Ibsen: David Driscoll
- Larisa Peters: Jenny King
- Andrew Loviska: Darwin Nedry
- Paul Cantu: Charlie Cooper
- Bill Johns: Boothe Gardener
- Adrienne MacIain: Piper McKenzie
- Andy Evans: Irmão Smith
- Adam Gehrke: Irmão Joseph
- Elissa Dowling: Henrietta

## Produção
A produção se iniciou em 2007, terminou em 2009 e teve sua estréia em 11 de junho de 2010 no Seattle's True Independent Film Festival, festival de filmes independentes na cidade de Seattle, EUA. Nesse festival conquistou o prêmio de Melhor filme de Zumbis (prêmio do público).

## Prêmios e indicações

### Prêmios
Seattle's True Independent Film Festival
- Melhor filme de Zumbis (prêmio do público): 2010